# Jorge Arturo Cutillas Cordón
Jorge Arturo Cutillas Cordón, més conegut com a Jorge Cutillas, (Autol, 24 d'agost de 1959) és un empresari vinícola i polític d'extrema dreta espanyol, militant de Vox. Des de 2019 exerceix de diputat a l'Assemblea de Madrid, primer com a tercer, i després com a segon, de la llista electoral encapçalada per Rocío Monasterio.

## Trajectòria

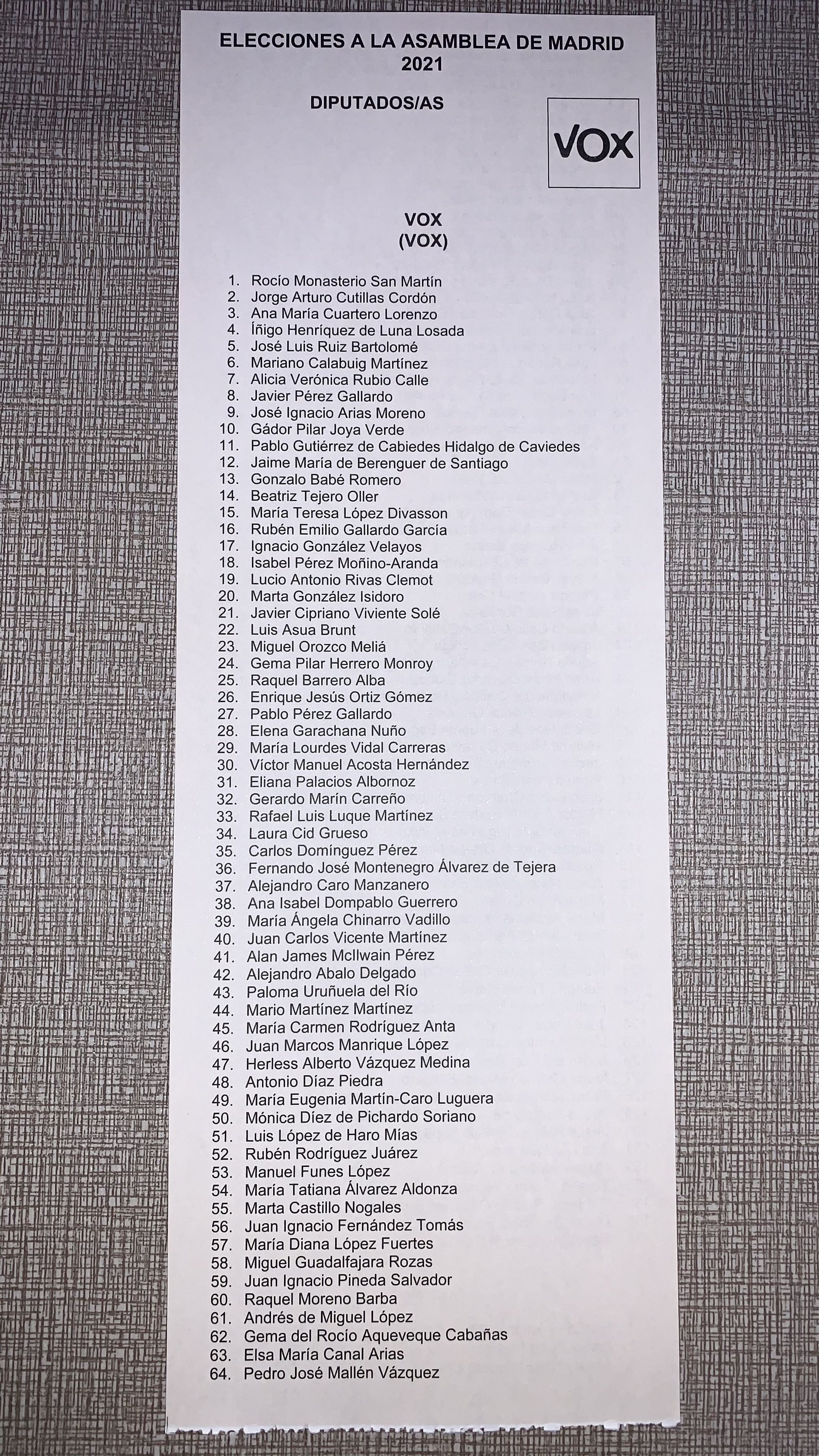
Papereta de les eleccions a l'Assemblea de Madrid de 2021.

Militant dels grups de xoc del partit d'extrema dreta espanyolista Força Nova durant la Transició espanyola, el 1982 va ser detingut al costat d'altres set membres de l'organització ultradretana per, presumptament, haver apedregat uns autobusos en els quals viatjaven d'excursió a Madrid uns 256 nens bascos. Va dirigir la branca madrilenya del grupuscle juvenil ultradretà «Patria y Libertad», liderat a Barcelona per Ernesto Milà. Posteriorment, a partir de 1984, va militar a les Juntes Espanyoles d'Integració (JEI), després constituïdes com a Juntes Espanyoles, formació de la qual va arribar a exercir de secretari general i que va arribar a liderar al costat de l'advocat Juan Peligro.
A la dècada de 1990 es va embarcar en el projecte del Partit d'Acció Democràtica Espanyola (PADE), formació de la qual va exercir de secretari general al llarg de tota la seva vida útil. El 1999 va tancar la llista del PADE a les eleccions municipals d'Alcobendas. El 2003 va concórrer com a número dos de la llista d'Independents per Alcobendas-Partit Demòcrata Espanyol a les eleccions municipals d'Alcobendas. El 2007 va encapçalar la candidatura del PADE a les eleccions municipals d'Alcobendas. A les eleccions al Parlament Europeu de 2009 va concórrer com a independent en el número sis de la llista d'Alternativa Espanyola (AES), encapçalada per Rafael López-Diéguez Gamoneda.
Professionalment s'ha dedicat a treballar com a empresari vinícola: vint-i-cinc anys com a distribuïdor i, posteriorment, com a elaborador de vins, principalment amb denominació d'origen protegida La Rioja. El 2014 es va incorporar a Vox i va tancar la llista del partit a les eleccions a l'Assemblea de Madrid de 2015. A les eleccions generals espanyoles d'abril de 2019 va ser el cap de la llista de Vox a la circumscripció de La Rioja, que no va obtenir representació. El maig de 2019 va ser escollit diputat a l'Assemblea de Madrid després de ser inclòs com a número tres de la llista de Vox, encapçalada per Rocío Monasterio, per a les eleccions autonòmiques madrilenyes. El 2021, a les següents eleccions autonòmiques, va ser número dos de la llista de Vox i va revalidar el seu escó a l'Assemblea de Madrid.